# Roger Vachon
Roger Vachon (París, 29 de agosto de 1957) es un deportista francés que compitió en judo. Ganó una medalla en el Campeonato Mundial de Judo de 1981, y ocho medallas en el Campeonato Europeo de Judo entre los años 1981 y 1987.
Participó en dos Juegos Olímpicos de Verano en los años 1984 y 1988, su mejor actuación fue un decimoctavo puesto logrado en Los Ángeles 1984 en la categoría de –95 kg.

## Palmarés internacional
| Campeonato Mundial | Campeonato Mundial        | Campeonato Mundial | Campeonato Mundial |
| Año                | Lugar                     | Medalla            | Categoría          |
| ------------------ | ------------------------- | ------------------ | ------------------ |
| 1981               | Maastricht (Países Bajos) | Medalla de bronce  | –95 kg             |
| Campeonato Europeo |                           |                    |                    |
| Año                | Lugar                     | Medalla            | Categoría          |
| 1981               | Debrecen (Hungría)        | Medalla de oro     | –95 kg             |
| 1982               | Rostock (RDA)             | Medalla de bronce  | –95 kg             |
| 1983               | París (Francia)           | Medalla de plata   | –95 kg             |
| 1984               | Lieja (Bélgica)           | Medalla de bronce  | –95 kg             |
| 1985               | Hamar (Noruega)           | Medalla de plata   | –95 kg             |
| 1986               | Belgrado (Yugoslavia)     | Medalla de plata   | –95 kg             |
| 1986               | Belgrado (Yugoslavia)     | Medalla de bronce  | Abierta            |
| 1987               | París (Francia)           | Medalla de plata   | –95 kg             |